# Sylvia undata

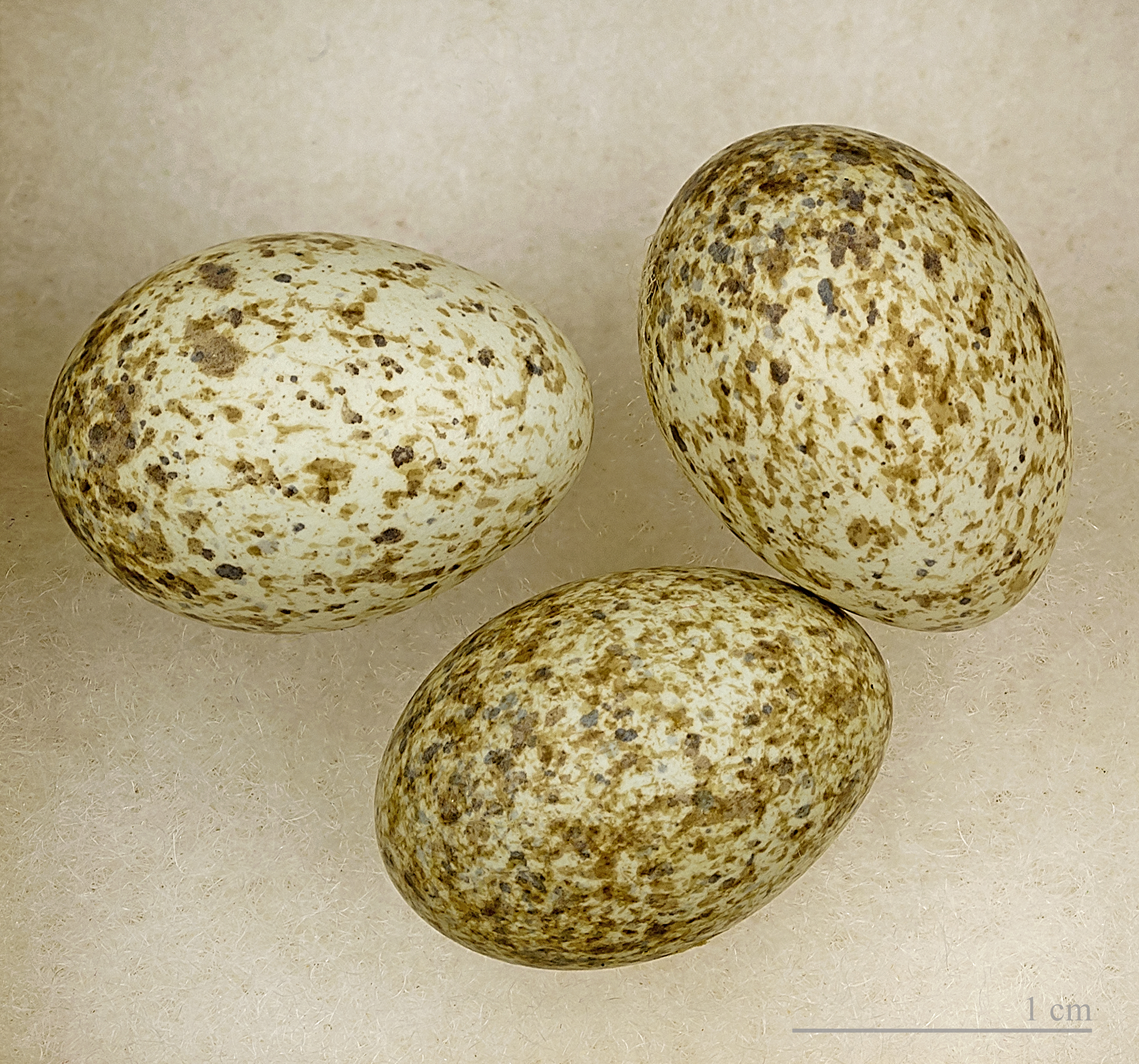
Huevos de Sylvia undata.

La curruca rabilarga (Sylvia undata) es una especie de ave paseriforme de la familia Sylviidae. Es un pájaro pequeño, con una longitud de unos 13 o 14 cm, y una envergadura de 20 cm. 

## Descripción
Al observar esta curruca, comprenderemos rápidamente de donde procede el nombre, pues presenta una larga cola escalonada de unos 6 cm de longitud. Tanto hembra como macho presentan un plumaje similar. Llama la atención sus ojos, observándose un anillo orbital de color rojo alrededor del mismo y presentando el iris castaño rojizo con un Ø de 3,5 mm. Patas amarillentas. 
- El macho tiene el plumaje que cubre cabeza y dorso de un color gris azulado oscuro, similar al de la pizarra o tal vez en tono más pardusco. Por debajo se podría describir las partes inferiores de esta curruca de color castaño rojizo o rosa pardo intenso asalmonado, donde la garganta está moteada de puntos blancos y los flancos son de un tono grisáceos, siendo claro el abdomen.

- La hembra es más parda por encima y más clara por debajo, con la cabeza y el dorso en tono gris pardo, y las partes inferiores rosadas o bien de un rojo pálido. La hembra también presenta puntos blancos, aunque son más pequeños y están menos marcados.

- En los inmaduros o juveniles no se puede identificar el sexo, y son similares a las hembras.

## Hábitat
Habita terrenos abiertos con jara y matorral degradado o maleza. Frecuente en brezales. En invierno pueden verse próximas a zonas urbanas, pero siempre que encuentre arbustos en estas áreas. Anida en matorrales  con pinchos y cerca del suelo.

## Distribución
Las mayores poblaciones europeas de Sylvia undata se concentran en España, pero también tienen presencia permanente en Portugal, en gran parte de Francia, en Italia, y en el sur de Inglaterra. En África pueden encontrarse únicamente en pequeñas zonas del norte, estando presentes como invernantes en el norte de Marruecos y en el norte de Argelia.

## Dieta
Estas currucas son preferentemente insectívoras, alimentándose de orugas, mariposas, coleópteros, arañas y larvas, etc.

## Galería de imágenes

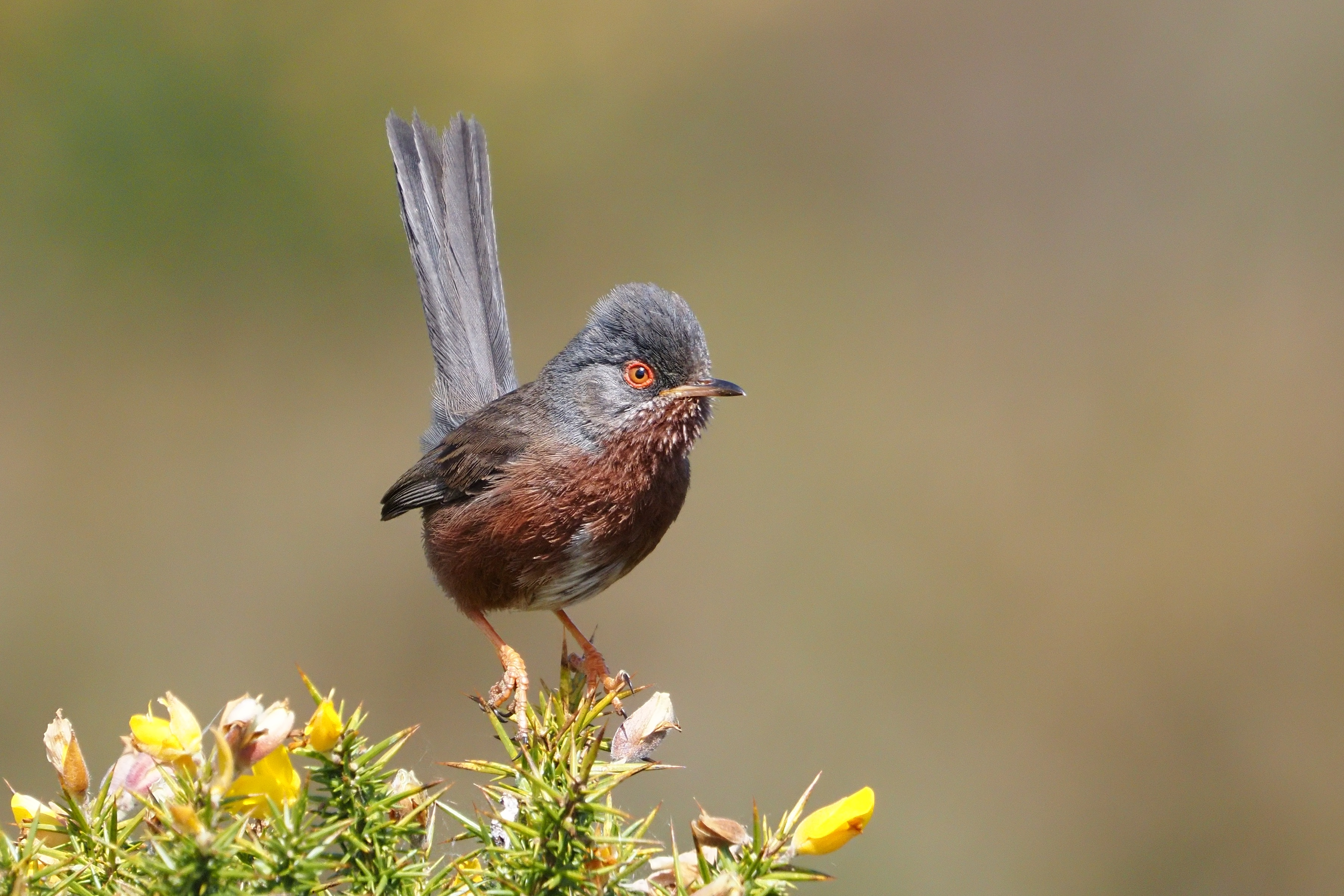
Sylvia undata (macho)
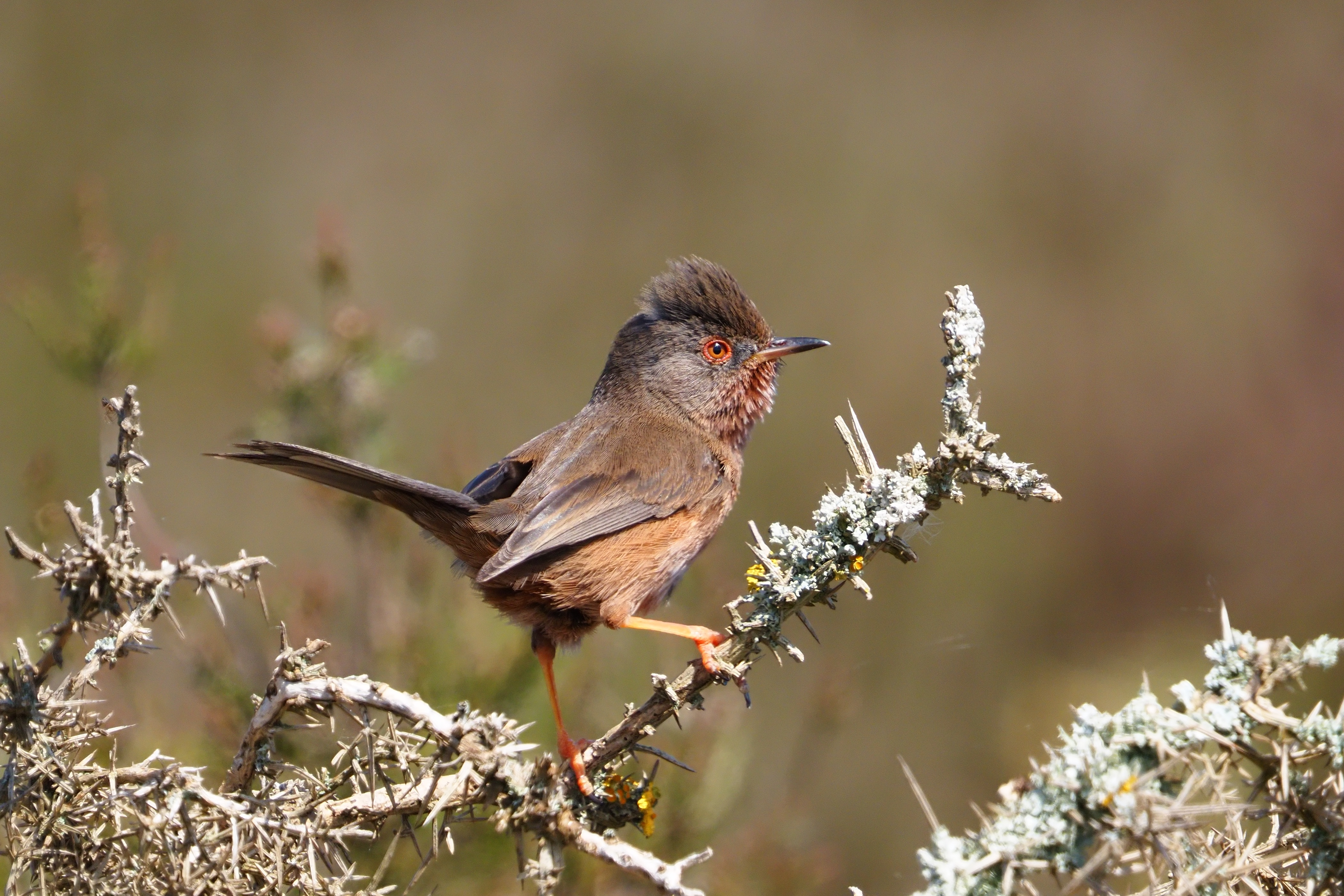
Sylvia undata (hembra)